# ولایت ایگا

ولایت ایگا با رنگ تیره نشان داده شده است.

ولایت ایگا انگلیسی: Iga Province) یکی از ولایت‌ها در تقسیم بندی قدیم کشور ژاپن بود. این ولایت امروزه در قسمت غربی استان میه واقع شده‌است. 